# Rhinella veraguensis
Rhinella veraguensis är en groddjursart som först beskrevs av Schmidt 1857.  Rhinella veraguensis ingår i släktet Rhinella och familjen paddor. IUCN kategoriserar arten globalt som livskraftig. Inga underarter finns listade i Catalogue of Life.